# Szirbik Imre
Szirbik Imre (Makó, 1953. szeptember 1. –) magyar politikus, országgyűlési képviselő, Szentes város volt polgármestere.

## Tanulmányai, közéleti pályafutása
Makón született, középfokú tanulmányait Szegeden, a Radnóti Miklós Kísérleti Gimnáziumban végezte. 1977-ben diplomázott közgazdászként a budapesti Marx Károly Közgazdaságtudományi Egyetemen. A Kandó Kálmán Villamosipari Műszaki Főiskolán villamos üzemmérnöki képesítést szerzett, 2000-ben okleveles pénzügyi revizori vizsgát tett.
Szentes és a megye politikai életének hosszú idő óta meghatározó, egyik legtapasztaltabb szereplője: 1986-tól 1990-ig a Városi Tanács elnöke. A rendszerváltás utáni első ciklusban helyi önkormányzati képviselőként dolgozott, de mandátumot szerzett a Csongrád Megyei Közgyűlésben is, ahol a pénzügyi bizottság tagja volt. A megyei közgyűlésnek azóta is megszakítás nélkül tagja, dolgozott a külügyi bizottságban is. 1994-ben az MSZP színeiben polgármesterré választották, majd a soron következő választásokon (1998, 2002, 2006, 2010, 2014) a szavazók rendre megerősítették pozíciójában. 2006 és 2010 között Csongrád megye 5. választókerületének (Szentesnek és térségének) országgyűlési képviselője volt, az MSZP frakciójában foglalt helyet; az európai ügyek bizottságának tagjaként dolgozott. A 2010-es országgyűlési választáson - a városvezetői és a képviselői poszt egyidejű betöltése által okozott túlzott terhelésre hivatkozva - nem indult.
Tisztséget tölt be a Kisvárosi Önkormányzati Szövetség választmányában, tagja a Csongrád Megyei Területfejlesztési Tanácsnak és az Európai Régiók Tanácsa fenntartható fejlődés szakbizottságának. A Szentes Kistérség Többcélú Társulás elnöke.
Publikációi jelentek meg önkormányzati-pénzügyi és területfejlesztési témakörökben. Az USAID koordinációja alatt részt vett az önkormányzati költségvetési reformprogram kidolgozásában. Önkormányzati és gazdasági-pénzügyi témákban rendszeresen tart előadást a Szegedi Tudományegyetem hallgatóinak.
2018. március 21-én a nemzetközi antirasszista napon a Magyar Ellenállók és Antifasiszták Szövetsége Radnóti Miklós Antirasszista Díjat adományozott neki.

## Magánélete
Házas, felesége higiénikus, természetgyógyász. Négy gyermeket nevelnek: három fiút és egy leányt. Német nyelven társalgási szinten beszél.